# Immortal (Marina and the Diamonds)
Immortal è un singolo promozionale della cantante britannica Marina and the Diamonds, estratto dal suo terzo album in studio Froot.

## Il disco
Pubblicata sugli store digitali, insieme al pre-order dell'album, di tutto il mondo il primo giorno del 2015, la canzone è stata scritta interamente dalla cantante e prodotta da essa stessa insieme a David Kosten, come le due precedenti canzoni pubblicate.
Il singolo è fortemente influenzato da musica elettronica mescolata alla musica indie e ad un pop delicato ed avvincente, con sonorità che convogliano nel dream pop.
La canzone è nata grazie ad un memoriale di guerra tenutosi in Polonia al quale la cantante ha partecipato. In un'intervista, ha affermato:
(Marina Diamandis per "The Line of Best Fit")
 Alla fine tutti noi moriremo, e anche se la terra finisse nel fuoco o se i mari si ghiacciassero, l'unico vero superstite sarebbe la memoria di chi non c'è più (Marina scrive "io nella tua memoria e te nella mia"). Le uniche cose che non muoiono mai nel tempo sono l'amore e il ricordo che si porta dietro di una persona amata. "Dobbiamo mantenere viva la memoria delle persone buone che nella loro vita hanno dovuto affrontare esperienze dolorose" ha scritto Marina Lambrini Diamandis sul suo sito, sotto il testo ufficiale di Immortal.

## Il video
Il video, che richiama alla mente alcuni di quelli di Lana Del Rey, viene caricato su YouTube il 31 dicembre del 2014 e anch'esso riceve buoni giudizi critici. È stato girato in un grande spazio chiuso, e mostra Marina che cammina e che compie lievi passi di danza. Dietro di lei, sono proiettate immagini retro che ritraggono persone che si divertono, come bambini che giocano e adulti che danzano felicemente.

## Critica
Anche Immortal, come i suoi due predecessori, riceve il plauso dalla critica internazionale. Il sito britannico "PopCrush" scrive che "Marina ha iniziato il nuovo anno continuando a descrivere il naturale ciclo della vita, dall'inizio alla fine, descrivendo minuziosamente tutto ciò che vi è nel mezzo. Marina non è mai stata un'artista in grado di addolcire le cose, mantenendo quasi sempre un aspetto "dark" e malinconico, e quest'ultima canzone non fa eccezione! È strana la scelta di una traccia così dopo la pubblicazione quasi ingannevole di Happy: se lì troviamo, seppur in un contesto malinconico, un senso di felicità ritrovata, qui si percepisce paura per la morte inevitabile dell'uomo".
Billboard ha valutato la canzone 3,5 stelle su 5.

## Tracce
Download digitale/streaming
1. Immortal – 5:21 (Marina Diamandis, David Kosten)

Vinile 7"
1. Immortal – 5:21 (Marina Diamandis, David Kosten)
2. I'm a Ruin – 4:32 (Marina Diamandis, David Kosten)

Durata totale: 9:53

## Classifiche
| Classifiche digitali (2015) | Posizione massima |
| --------------------------- | ----------------- |
| Regno Unito                 | 78                |
| Irlanda                     | 72                |
| Finlandia                   | 50                |
| Grecia                      | 28                |
| Euro Singles Hot 200        | 136               |
| Europ Digital Top 200       | 116               |

## Date di pubblicazione
| Paese       | Data            | Casa discografica   | Formati                     |
| ----------- | --------------- | ------------------- | --------------------------- |
| Mondo       | 1º gennaio 2015 | Atlantic            | Download digitale/streaming |
| Regno Unito | 2 febbraio 2015 | Atlantic, Neon Gold | 7"                          |